# Hortense Parent

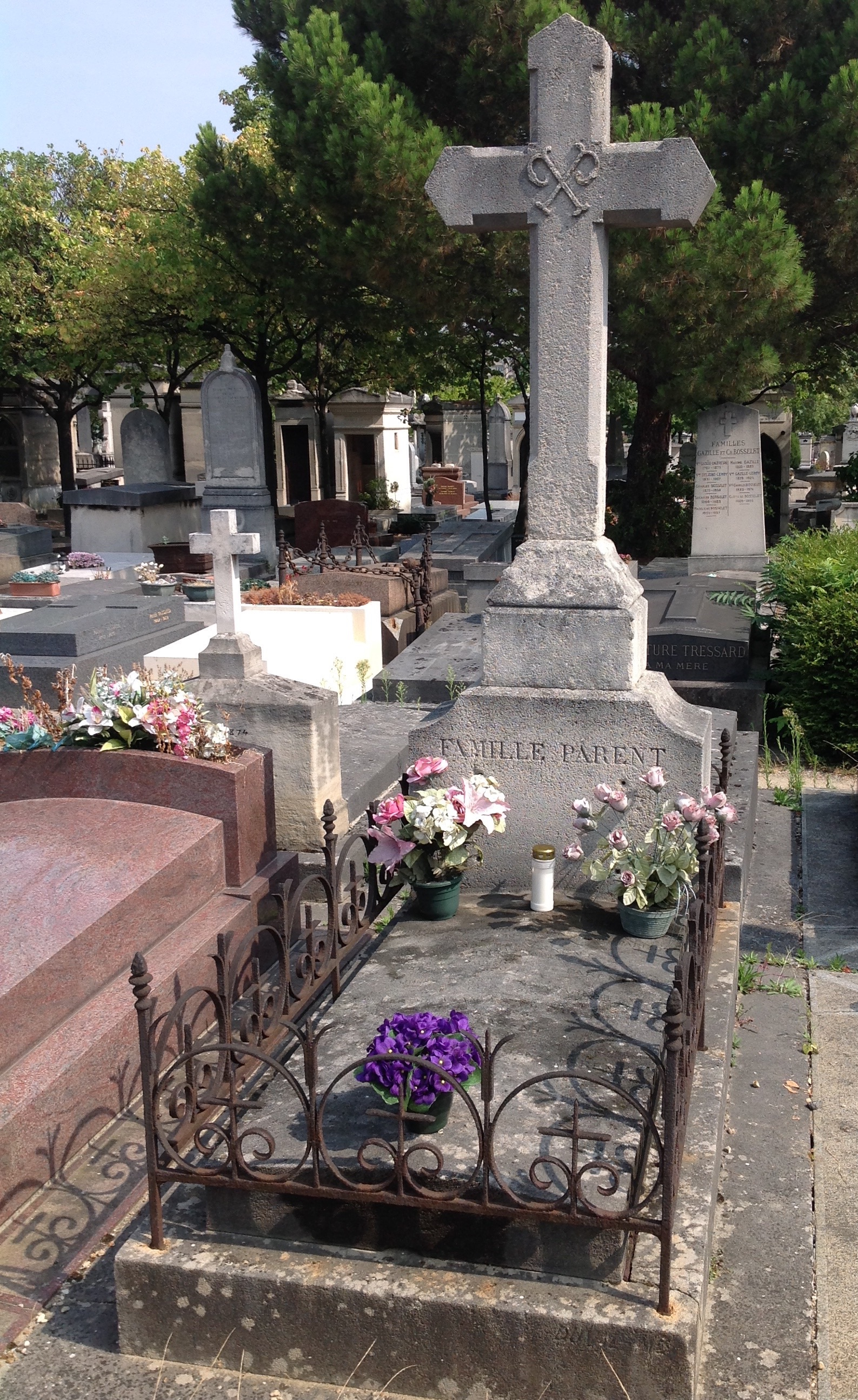
Grabmal auf dem Pariser Cimetière du Montparnasse

Charlotte Francès Hortense Parent (* 22. März 1837 in London; † 12. Januar 1929 in Paris) war eine französische Musikpädagogin, Pianistin und Komponistin. Sie gründete 1882 in Paris die Association pour l’enseignement professionnel du piano und die École préparatoire au professorat du piano, die sie bis zu ihrem Tod leitete. Außerdem verfasste sie klavierpädagogische Lehrbücher und Unterrichtsmaterial.

## Leben
Die ersten Lebensjahre verbrachte Hortense Parent, Tochter französischer Eltern, in England und Schottland. Um 1850 kam sie nach Paris und erhielt zunächst Klavierunterricht bei Félix Le Couppey. Von 1853 bis 1857 studierte sie am Conservatoire de Paris Harmonielehre und Klavierbegleitung bei Catherine-Cecilia-Carolina-Emma Dufresne (Premier Prix 1855) und Klavier bei Louise Farrenc (Premier Prix 1857). Bereits zu Studienzeiten veröffentlichte sie eigene Kompositionen. Ihr Debüt als Pianistin gab sie 1858 in Straßburg mit Werken von Henri Herz und Julius Schulhoff. Außerdem konzertierte sie in London. In den folgenden Jahren widmete sie sich zunehmend der Unterrichtstätigkeit. Ihre Schüler und Schülerinnen präsentierte sie einmal jährlich bei einem Konzert im Salle Erard.
Hortense Parent publizierte 1872 ihr erstes pädagogisches Buch L’Étude du piano, manuel de l’élève, conseils pratiques, das zugleich zu ihren bedeutendsten Schriften zählt. Sie widmete es Félix Le Couppey, dessen pädagogischen Einfluss auf ihre eigene Arbeit sie auch in späteren Jahren immer wieder betonte. L’Étude du piano richtet sich direkt an die Lernenden und gibt in Dialogform Ratschläge zum Üben aller wesentlichen Elemente der Klaviertechnik, thematisiert aber auch allgemeine Themen wie Auswendigspiel oder Ausdrucksfähigkeit.
1882 gründete Hortense Parent eine Schule zur Ausbildung von Klavierlehrerinnen. Diese École préparatoire au professorat du piano war die erste Einrichtung dieser Art. Sie wollte damit das pädagogische Niveau des elementaren Klavierunterrichts heben, der oftmals von wenig qualifizierten Frauen erteilt wurde, die gezwungen waren, sich z. B. nach dem Tod des Ehemannes oder Vaters selbst zu ernähren. Diese Frauen konnten Parents Schule zu geringen Kosten besuchen oder sogar Stipendien bekommen. Die Schule hatte auch eine umfangreiche Bibliothek mit entleihbaren Lehrbüchern und Noten. Sie wurde von einem Verein getragen, der ebenfalls 1882 gegründeten Association pour l’enseignement professionnel du piano. Ab 1891 bestand ergänzend dazu eine École d’application, an der die Frauen während ihrer Ausbildung praktische Lehrerfahrungen sammeln konnten.

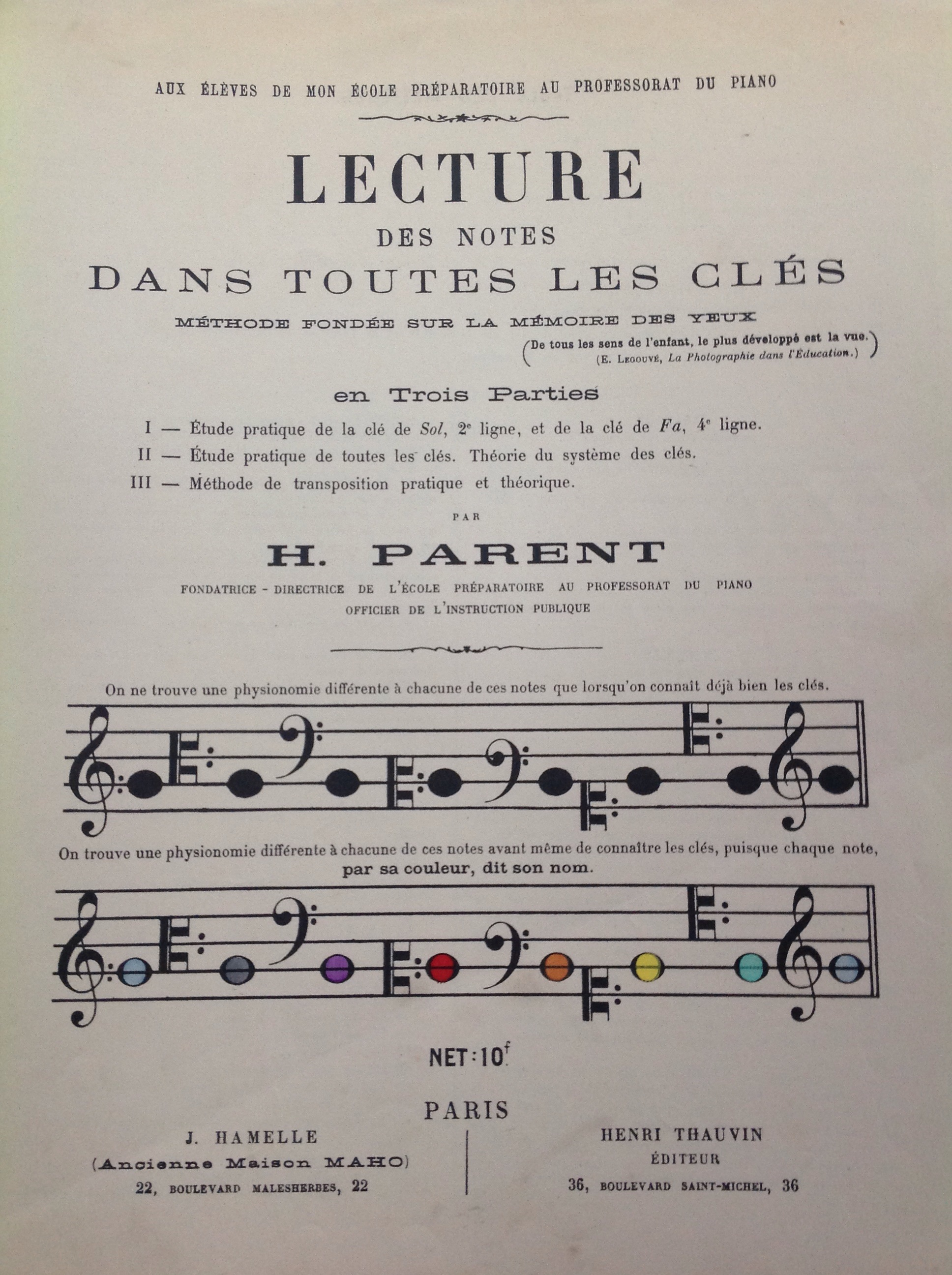
Lecture des notes, Titelseite

Hortense Parent stellte in mehreren Büchern ihre Pädagogik ausführlich dar (Exposition de ma méthode d’enseignement, La Méthode dans le travail u. a.). Sie verfasste praktisches Lehrmaterial (Les Bases du mécanisme, Rythme & mesure, Gammes et Arpèges), das sich weitgehend auf Übungen beschränkt und im Unterricht durch Etüden und Stücke anderer Komponisten ergänzt werden sollte. Neuartig ist das von ihr entwickelte Konzept zum Erlernen des Notenlesens, welches mit Farben arbeitet (Lecture des notes, s. Abb.).
1896 und 1897 hielt Hortense Parent insgesamt sechs Vorlesungen an der Sorbonne über ihre Lehrmethode und ihre Schule. 1900 referierte sie beim Congrès international de l’histoire de la musique, der im Rahmen der Weltausstellung in Paris stattfand.
Zu Parents Schülerinnen zählten u. a. die Opernsängerin Jane Bathori und die Pianistin und Musikpädagogin Victoria Cartier.

## Auszeichnungen
- Officier d’Académie 1884
- Officier de l’Instruction publique
- Silbermedaille auf der Weltausstellung Paris 1900

## Werke

### Schriften
- L’Etude du piano, manuel de l’élève, conseils pratiques, Paris 1872.
  - The Study of the piano. Student’s manual. Practical counsels, translated from the Second Edition in French by M. A. Bierstadt, Philadelphia 1889.
  - El Estudio del piano, manual del alumno, consejos prácticos, traducción del francés por Francisco Rodríguez García, Barcelona [ca. 1925].
  - L’Étude du piano, manuel de l’élève, conseils pratiques, annoté et mis à jour par Léa Cortot, préface de Alfred Cortot, Paris 1937.
- Création d’une école préparatoire au professorat du piano, fondée par Mlle Hortense Parent, Paris 1882.
- Exposition de ma méthode d’enseignement pour le piano, Paris 1888.
- De la Lecture musicale appliquée au piano, Paris 1890.
- Deux Conférences en Sorbonne sur la pédagogie musicale [...]. Exposition de sa méthode d’enseignement pour le piano, Paris 1896.
- La Méthode dans le travail, Paris 1897.
  - El Método en el trabajo, consejos técnicos cuya aplicación es de gran utilidad para el estudio de obras para piano, traducción del francés por Francisco Rodríguez García, Barcelona 1916.
- Onze Analyses de morceaux classiques, Paris 1897.
- Association pour l’Enseignement professionnel du piano pour les femmes et école préparatoire au professorat du piano, dite Ecole Hortense Parent [...] Notice historique sur cette œuvre. Compte rendu des travaux et dernière liste des souscripteurs, Paris 1898.
- De l’Enseignement élémentaire du piano en France au point de vue de la vulgarisation de la musique, in: Congrès international d’histoire de la musique [...], Documents, mémoires et vœux, hrsg. von Jules Combarieu, Paris [1900], S. 289–295.
- Répertoire encyclopédique du pianiste: analyse raisonnée d’œuvres choisies pour le piano, du XVIe siècle au XXe siècle, avec renseignements pratiques, 2 Bde., Paris 1900 und 1907.
- Analyses des ouvrages d’enseignement de Hortense Parent: Les Bases du mécanisme, Gammes et Arpèges, Rythme et mesure, Lecture des notes dans toutes les clés, 25 Mélodies populaires transcrites, Paris 1916.
- Ecole moderne française du piano. Œuvres choisies originales et transcrites pour piano seul à tous les degrés de force avec renseignements pratiques de 177 compositeurs vivants ou morts exclusivement français, Paris 1922.

### Unterrichtsmaterial
- Lecture des notes dans toutes les clés, Paris 1886.
- Lecture des notes en clefs de sol 2e et fa 4e ligne, Paris [o. J.].
- Les Bases du mécanisme: exercices élémentaires pour piano: en cinq parties, Paris 1886.
- Gammes et Arpèges pour piano en deux parties, Paris 1886.
- Rythme & mesure: exercices pour piano en quatre parties, Paris 1887.
- 25 Mélodies populaires transcrites pour le piano, extrêmement faciles et très faciles, en quatre livres, Paris 1889.
- Telemann. Fughetta en Ré doigtée, analysée, Paris 1903.
- Atlas musical pour l’étude du solfège. Éducation de l’oreille avec le concours des yeux, Paris [ca. 1920].

### Kompositionen
- Emily. Polka pour piano, Paris 1856.
- Souvenir d’Ecosse. Valse pour piano, Paris 1856.
- Menuet pour piano, Paris 1871.
- Quatre Mélodies pour chant et piano, Paris [o. J.]

### Bearbeitungen
- Duetto de la Flûte enchantée, de Mozart, arrangé à deux pianos pour quatre petites mains, Paris o. J.

### Bücher und Lexika
- Baltzell, Winton James: Parent, Charlotte Frances Hortense, in: Baltzell’s Dictionary of Musicians, New York (2. Auflage) 1914.
- Bitard, Adolphe: Parent, Hortense in: Dictionnaire général de biographie contemporaine française et étrangère, Paris 1878, S. 223.
- Eschmann, Johann Carl: Wegweiser durch die Klavierliteratur, Leipzig 1910, S. XI und 12.
- Fauquet, Joël-Marie: Parent, (Charlotte-Francès-)Hortense, in: Dictionnaire de la musique en France au XIXe siècle, hrsg. von Joël-Marie Fauquet, Paris 2003, S. 937.
- Fétis, François-Joseph; Pougin, Arthur: Parent, Hortense, in: Biographie universelle des musiciens et bibliographie générale de la musique. Supplément et complètement, Paris 1878, S. 805.
- Heitmann, Christin: Parent, (Charlotte-Francès-)Hortense, in: MGG2, Personenteil, Bd. 13, Kassel 2005, Sp. 108f.

### Zeitgenössische Artikel in Zeitungen und Zeitschriften (Auswahl)
- Annuaire des artistes et de l’enseignement dramatique et musical, Paris 1906, S. 478f.
- L’Année musicale, 1913, S. 44.
- The Era, [London] 11. Juli 1858.
- Jankó, Paul von: Hortense Parent’s Unterrichtswerke für Klavier, in: Der Klavier-Lehrer 1/1890, S. 4f.; 2/1890, S. 14f.
- La Lyre, revue musicale et théatrale, 22/1924, S. 7 und 31; 24/1924, S. 10 und 34; 27/1925, S. 10. (Auszüge aus L’Étude du piano)
- Revue et gazette musicale, 1858, S. 435; 1872, S. 198f.
- La Revue musicale, 3/1901, S. 125; 5/1903, S. 226; 20/1907, S. 484.
- Zeitschrift der Internationalen Musikgesellschaft, 1899, S. 391;  1904, S. 332f.